# ボブ・ディランの受賞リスト
ボブ・ディランの受賞リストでは、アメリカ合衆国のシンガー・ソングライター、ボブ・ディランが受賞した著名な賞・アワード、殿堂入り、名誉博士号のリストをまとめる。

## グラミー賞
| ボブ・ディラン グラミー賞 |                                                          |                                                    |          |            |
| 年                        | 部門                                                     | タイトル                                           | ジャンル | 結果       |
| 1963年                    | 最優秀フォーク・レコーディング                           | 『ボブ・ディラン』                                 | フォーク | ノミネート |
| 1972年                    | 年間最優秀アルバム                                       | 『バングラデシュ・コンサート』ジョージ・ハリスン他 | 一般     | 受賞       |
| 1979年                    | 最優秀男性ロック・ボーカル                               | 「ガッタ・サーヴ・サムバディ」                     | ロック   | 受賞       |
| 1989年                    | 最優秀ロック・デュオ／グループ                           | 『トラヴェリング・ウィルベリーズ Vol.1』           | ロック   | 受賞       |
| 1991年                    | 特別功労賞 - Lifetime Achievement Award                  | —                                                  | 一般     | 受賞       |
| 1994年                    | 最優秀トラディショナル・フォーク・アルバム               | 『奇妙な世界に』                                   | フォーク | 受賞       |
| 1996年                    | 最優秀男性ロック・ボーカル                               | 「コールド・アイアンズ・バウンド」                 | ロック   | 受賞       |
| 1997年                    | 最優秀コンテンポラリー・フォーク・アルバム               | 『タイム・アウト・オブ・マインド』                 | フォーク | 受賞       |
| 1997年                    | 年間最優秀アルバム                                       | 『タイム・アウト・オブ・マインド』                 | 一般     | 受賞       |
| 2001年                    | 最優秀コンテンポラリー・フォーク・アルバム               | 『ラヴ・アンド・セフト』                           | フォーク | 受賞       |
| 2006年                    | 最優秀コンテンポラリー・フォーク／アメリカーナ・アルバム | 『モダン・タイムズ』                               | フォーク | 受賞       |
| 2006年                    | 最優秀ソロ・ロック・ボーカル                             | 「サムデイ・ベイビー」                             | ロック   | 受賞       |

## グラミーの殿堂
グラミーの殿堂は、グラミー賞の特別部門として1973年に制定され、録音から25年以上経過した「質的、歴史的に著しい」レコーディングから選出される。
| 殿堂入りしたボブ･ディランのレコーディング |                                                  |                      |            |        |
| 年                                        | タイトル                                         | ジャンル             | レーベル   | 選出年 |
| 1963年                                    | 「風に吹かれて」                                 | フォーク（シングル） | コロムビア | 1994年 |
| 1965年                                    | 「ライク・ア・ローリング・ストーン」             | ロック（シングル）   | コロムビア | 1998年 |
| 1966年                                    | 『ブロンド・オン・ブロンド』                     | ロック（アルバム）   | コロムビア | 1999年 |
| 1965年                                    | 「ミスター・タンブリン・マン」                   | ロック（トラック）   | コロムビア | 2002年 |
| 1965年                                    | 『追憶のハイウェイ61』                           | ロック（アルバム）   | コロムビア | 2002年 |
| 1965年                                    | 『ブリンギング・イット・オール・バック・ホーム』 | ロック（アルバム）   | コロムビア | 2006年 |

## ロックの殿堂
ディランは1988年にロックの殿堂入りし、「ロックン･ロールの歴史500曲」にディランの楽曲5曲が選出された。
| 録音年 | タイトル                                   |
| ------ | ------------------------------------------ |
| 1963年 | 「風に吹かれて」                           |
| 1963年 | 「時代は変る」                             |
| 1965年 | 「ライク・ア・ローリング・ストーン」       |
| 1965年 | 「サブタレニアン・ホームシック・ブルース」 |
| 1975年 | 「ブルーにこんがらがって」                 |

## アカデミー賞
- 2000年アカデミー歌曲賞「シングス・ハヴ・チェンジド」映画『ワンダー・ボーイズ』

## ゴールデン・グローブ賞
- 2001年ゴールデン・グローブ賞主題歌賞「シングス・ハヴ・チェンジド」映画『ワンダー・ボーイズ』[6]

## ノーベル賞
- 2016年、米国歌謡に乗せて新しい詩の表現を創造したとの理由でノーベル文学賞を受賞した[7]。

## その他受賞と殿堂入り
| 年     | タイトル                                   | 授与           |
| ------ | ------------------------------------------ | -------------- |
| 1963年 | トム・ペイン賞                             | 受賞           |
| 1970年 | プリンストン大学（ニュー・ジャージー州）   | 音楽名誉博士号 |
| 1982年 | ソングライターの殿堂                       | 殿堂入り       |
| 1990年 | フランス芸術文化勲章                       | 受章           |
| 1997年 | ケネディ・センター名誉賞                   | 受賞           |
| 1997年 | ザ・ドロシー・アンド・リリアン・ギッシュ賞 | 受賞           |
| 2000年 | ポーラー音楽賞                             | 受賞           |
| 2002年 | ナッシュヴィル・ソングライターの殿堂       | 殿堂入り       |
| 2004年 | セント・アンドルーズ大学（スコットランド） | 音楽名誉博士号 |
| 2007年 | アストゥリアス皇太子賞                     | 受賞           |
| 2008年 | ピューリッツァー賞特別賞                   | 受賞           |
| 2009年 | アメリカ国民芸術文化勲章                   | 受章           |
| 2012年 | 大統領自由勲章                             | 受章           |
| 2013年 | レジオンドヌール勲章 オフィシエ            | 受章           |
| 2016年 | みうらじゅん賞                             | 受賞           |